# Nikołaj Timofiejew-Riesowski
Nikołaj Władimirowicz Timofiejew-Riesowski (ros.: Николай Владимирович Тимофеев-Ресовский, ur. 20 września/7 września 1900 w Moskwie, zm. 28 marca 1981 w Obnińsku) – rosyjski biolog.
Timofiejew-Riesowski prowadził badania nad genetyką radiacyjną, doświadczalną genetyką populacyjną i mikroewolucją. Sprzeciwiał się łysenkizmowi.